# Little Big League
Little Big League es una banda de Indie rock estadounidense de Filadelfia, Pennsylvania.

## Historia
Little Big League comenzó en octubre de 2011. Desde entonces, se han firmado para Tiny Engines y Run For Cover Records, así como lanzó dos álbumes de larga duración. Su primer álbum, titulado These Are Good People, fue lanzado en 2013. Su segundo álbum, titulado Tropical Jinx, fue lanzado en 2014.

## Miembros de la banda
- Michelle Zauner (voz, guitarra)
- Deven Craige (bajo)
- Kevin O'Halloran (guitarra)
- Ian Dykstra (Batería)

## Discografía

### Álbumes
- These Are Good People (2013)
- Tropical Jinx (2014)

### EP
- Little Big League

### Splits
- Little Big League / Ovlov

- Datos: Q18719101